# Colurella marinovi
Colurella marinovi is een soort in de taxonomische indeling van de raderdieren (Rotifera). 
Het dier behoort tot het geslacht Colurella en behoort tot de familie Lepadellidae. De wetenschappelijke naam van de soort werd voor het eerst geldig gepubliceerd in 1957 door Althaus.